# Lina von Weiler
Lina von Weiler (* 1830 in Mannheim; † 1890 in Paris) war eine deutsch-französische Porträt- und Genremalerin.
Über das Leben und die künstlerische Ausbildung der Malerin Lina von Weiler ist nur wenig bekannt. 
Als gesichert kann gelten, dass sich von Weiler spätestens ab 1853 in Paris niederließ und dort im Atelier von Léon Cogniet ausgebildet wurde. Vor 1857 war sie bereits als Porträtistin tätig. Zwischen 1857 und 1880 nahm sie auch regelmäßig am Pariser Salon teil.

## Werke (Auswahl)
- Portrait en pied de Sir William Forbes dans son costume national, Verbleib unbekannt (Salon 1857, Nr. 2689)
- Déclaration, Verbleib unbekannt (Salon 1859, Nr. 3007)
- Enfants du canton de Berne, Verbleib unbekannt (Salon 1859, Nr. 3006)
- Portrait de M. Cleland, Verbleib unbekannt (Salon 1859, Nr. 3010)
- Portrait de M. le baron Mariani, député, Verbleib unbekannt (Salon 1859, Nr. 3009)
- Portrait de M. le général, marquis de Lawoestine, Verbleib unbekannt (Salon 1859, Nr. 3008)
- La partie d’échecs, Verbleib unbekannt (Salon 1861, Nr. 3117)
- L'oiseau malade, um 1861, Verbleib unbekannt (Salon 1861, Nr. 3116)
- Les orphelins du musicien, Verbleib unbekannt (Salon 1861, Nr. 3115)
- La petite garde, Verbleib unbekannt
- La Prière du petit fils, Verbleib unbekannt
- Le Christ en croix (nach Peter Paul Rubens), um 1862, Kirche von Pont-de-Ruan
- La vierge aux donateurs (nach Anthonis van Dyck), um 1862, Verbleib unbekannt
- La vierge aux anges (nach Peter Paul Rubens), um 1863, Verbleib unbekannt
- Le passage du gué: souvenir de la Forêt-Noire, Verbleib unbekannt (Salon 1864, Nr. 1970)
- Portrait de Charles I. (nach Anthonis van Dyck), um 1864, Verbleib unbekannt
- Bacchus enfant (nach Guido Reni), um 1865, Kirche von Le Sauvetat (Salon 1865, Nr. 2215)
- Le facteur de la Forêt-Noire, um 1865, Verbleib unbekannt (Salon 1865, Nr. 2214)
- Le mariage mystique de sainte Catherine (nach Antonio da Correggio), um 1865, Kirche von Miraumont
- Les émigrants de la Forêt-Noire, Verbleib unbekannt (Salon 1866, Nr. 1973)
- La purification de la Vierge (nach Guido Reni), 1866, Öl/Lw, sign. u. l.: L de W / 1866, Kirche von Le Sauvetat